# Edmund Beecher Wilson
Edmund Beecher Wilson (Geneva, 1856. október 19. – New York, 1939. március 3.) amerikai zoológus és genetikus.

## Tudományos eredményei
Wilsont tartják az első jelentős amerikai sejtbiológusnak. 1898-ban a puhatestűek, a laposférgek és a gyűrűsférgek embrionális fejlődésének hasonlóságából filogenetikai összefüggést vont le. 1905-ben Nettie Stevensszel együtt először írta le a nemek nemi kromoszómák alapján történő meghatározását. 1907-ben ő írta le először a ma B-kromoszómáknak nevezett kromoszómákat.

## Elismerései
1899-ben a National Academy of Sciences tagja lett, 1902-ben pedig az American Academy of Arts and Sciences is tagjai közé választotta. 1910-ben a Bajor Tudományos Akadémia levelező tagjává választották. 1923-ban az Edinburgh-i Királyi Társaság tiszteletbeli tagja lett. 1924-től az Académie des sciences levelező, 1928-tól pedig külső tagja. 1925-ben megkapta a Daniel Giraud Elliot-érmet, 1936-ban pedig a National Academy of Sciences John J. Carty-díját. 1925-ben a Daniel Giraud Elliot Medal, 1936-ban pedig a National Academy of Sciences John J. Carty-díját. Tiszteletére az Amerikai Sejtbiológiai Társaság az E. B. Wilson-érmet ítéli oda a legmagasabb tudományos kitüntetésként.

## Fordítás
- Ez a szócikk részben vagy egészben  az   Edmund B. Wilson című német Wikipédia-szócikk fordításán alapul.  Az eredeti cikk szerkesztőit annak laptörténete sorolja fel. Ez a jelzés csupán a megfogalmazás eredetét és a szerzői jogokat jelzi, nem szolgál a cikkben szereplő információk forrásmegjelöléseként.